# Paul Frampton
Paul Howard Frampton (ur. 31 października 1943 w Kidderminster) – brytyjski fizyk.

## Życiorys
Urodził się w rodzinie przedstawicieli niższej klasy średniej. W latach 1954–62 uczęszczał do King Charles I School, potem studiował w Brasenose College w Oksfordzie. Stopień naukowy otrzymał na Uniwersytecie Oksfordzkim. W 1981 podjął pracę na Wydziale Fizyki i Astronomii Uniwersytetu Karoliny Północnej w Chapel Hill, gdzie wykładał do 2014 roku. Opublikował 400 rozpraw naukowych, w tym trzy rozprawy napisane wspólnie z laureatami Nagrody Nobla.
Po rozwodzie z żoną zalogował się na randkowym portalu Mate1.com i wkrótce dostał maila, którego autorka przedstawiła się jako Denise Milani. Korespondowali ze sobą przez rok i w końcu modelka zgodziła się na spotkanie, do którego miało dojść w La Paz (w Boliwii). Gdy Frampton zameldował się w tamtejszym hotelu, Milani tam nie było, a w skrzynce e-mailowej profesora pojawiła się wiadomość od Denise, która pisała, że musi nagle jechać na sesję do Brukseli. Jednocześnie poprosiła Framptona, by  przewiózł jej walizkę, którą zostawiła w Boliwii. Tę walizkę Frampton odebrał przed hotelem od nieznajomego mężczyzny, który podał się za kolegę Milani. Frampton kupił bilet i nadał dwie walizki – swoją i Milani. Zanim zdążył wsiąść do samolotu, został aresztowany za próbę przemytu dwóch kilogramów kokainy, odnalezionych w walizce Milani. Frampton otrzymał wyrok 5 lat pozbawienia wolności, zamieniony później na areszt domowy, a dziekan Framptona zwolnił go w tym czasie z pracy. Scott Z. Burns, autor scenariuszy między innymi „Ultimatum Bourne’a” i „Panaceum”, zaczął pracę nad ekranizacją historii naukowca.
W czasie wyroku w więzieniu zdiagnozowano u niego schizoidalne zaburzenie osobowości, które mogło mieć wpływ na niską podejrzliwość co do internetowego związku.

## Członkostwo w towarzystwach naukowych
- American Association for the Advancement of Science
- American Physical Society

## Publikacje
- P.H. Frampton and Y. Nambu, „Asymptotic Behavior of Partial Widths in the Veneziano Model of Scattering Amplitudes”, in Quanta, Wentzel Festschrift, Chicago U.P. (1970).
- P.H. Frampton and T.W. Kephart, „Explicit Evaluation of Anomalies in Higher Dimensions”, Phys. Rev. Lett. 50, 1343, 1347 (1983); Phys. Rev. D28, 1010 (1983).
- P.H. Frampton and S.L. Glashow, „Chiral Color-An Alternative to the Standard Model”, Phys. Lett. 190B, 157 (1987).
- P.H. Frampton and Y. Okada, „Effective Scalar Field Theory of p-Adic String”, Phys. Rev. D37, 3077 (1988).
- P.H. Frampton, „Chiral Dilepton Model and the Flavor Question”, Phys. Rev. Lett. 69, 2889 (1992).
- P.H. Frampton and T.W. Kephart, „Simple Non-Abelian Finite Flavor Groups and Fermion Masses”, Int. J. Mod. Phys. 10A 4689-4704 (1995).
- P.H. Frampton, S.L. Glashow and T. Yanagida, „Cosmological Sign of Neutrino CP Violation”, Phys. Lett. B548 119 (2002).
- L.Baum and P.H. Frampton, „Turnaround in Cyclic Cosmology”, Phys. Rev. Lett. 98 071301 (2007).
- D.A. Easson, P.H. Frampton, and G.F. Smoot, „Entropic Accelerating Universe”, Phys. Lett. B696, 273 (2011).
- P.H. Frampton, K.J. Ludwick and R.J. Scherrer, „The Little Rip”, Phys. Rev. D84, 063003 (2011).
- P.H. Frampton, „Lepton Number Conservation, Long-Lived Quarks and Superweak Bileptonic Decays”, Phys. Lett. B747, 187-189 (2015).
- P.H. Frampton, „Cyclic Entropy: An Alternative to Inflationary Cosmology”, Int. J. Mod. Phys. A (2015, in press).
- P.H. Frampton, „Possible Duality of CBE and Penrose's CCC Cyclic Cosmologies”, arXiv:1503.03121[gr-qc].